# Campionati europei di sollevamento pesi 1924
I Campionati europei di sollevamento pesi 1924, 21ª edizione della manifestazione, si svolsero a Neunkirchen dal 7 all'8 settembre 1924. Fu la prima edizione ad essere ufficialmente organizzata dalla International Weightlifting Federation.

## Formula
La formula prevedeva quattro serie di sollevamenti:
- sollevamento a strappo a una mano e slancio con l'altra mano;
- sollevamento a distensione a due mani;
- sollevamento a strappo a due mani;
- sollevamento a slancio a due mani.

## Titoli in palio
I titoli diventano sette: si aggiungono i pesi mosca e i pesi gallo.
| Categoria            | Eventi        |
| -------------------- | ------------- |
| Pesi mosca           | 54 kg         |
| Pesi gallo           | 58 kg         |
| Pesi piuma           | 62 kg         |
| Pesi leggeri         | 67,5 kg       |
| Pesi medi            | 75 kg         |
| Pesi massimi leggeri | 82,5 kg       |
| Pesi massimi         | Oltre 82,5 kg |

## Risultati
| Evento         | Oro             | Oro   | Argento          | Argento | Bronzo           | Bronzo |
| -------------- | --------------- | ----- | ---------------- | ------- | ---------------- | ------ |
| 54 kg.         | Fritz Buri      | 337,5 | Heinrich Fuchs   | 327,5   | Heinrich Kißling | 305,0  |
| 58 kg.         | Albert Kühner   | 350,0 | Otto Geißler     | 347,5   | Franz Becker     | 315,0  |
| 62 kg.         | Max Loch        | 355,0 | Emil Fetzer      | 335,0   | Georg Ochs       | 325,0  |
| 67,5 kg.       | Willi Reinfrank | 445,0 | Nikolaus Weber   | 402,5   | Oscar Erlenmayer | 372,5  |
| 75 kg.         | Jakob Vogt      | 442,5 | Jakob Mertes     | 422,5   | Fritz Bräun      | 395,0  |
| 82,5 kg.       | Julius Baruch   | 430,0 | Fritz Neukirchen | 430,0   | Ernst Sick       | 342,5  |
| Oltre 82,5 kg. | Paul Trappen    | 532,5 | Friedrich Jung   | 447,5   | Otto Österlin    | 447,5  |

## Medagliere
| Posiz. | Nazione  | Oro | Argento | Bronzo | Totale |
| ------ | -------- | --- | ------- | ------ | ------ |
| 1      | Germania | 7   | 7       | 6      | 20     |
| 2      | Svizzera | 0   | 0       | 1      | 1      |
| Totale | Totale   | 7   | 7       | 7      | 21     |